# 列奈
列奈（法語：Liernais，法語發音：[ljɛʁnɛ]）是法国科多尔省的一个市镇，位于该省西部，属于博讷区。

## 地理
列奈（47°12'24"N, 4°16'56"E）面积28.53 平方千米，位于法国勃艮第-弗朗什-孔泰大區科多尔省，该省份为法国中东部省份，北起奥布省，西接涅夫勒省和约讷省，南至索恩-卢瓦尔省，东南接汝拉省，东临上索恩省，东北部与上马恩省接壤。
与列奈接壤的市镇（或旧市镇、城区）包括：图瓦西拉贝谢尔、桑斯雷、莫尔旺地区布拉泽、圣马丹德拉梅尔、索略、叙塞、布拉诺。
列奈的时区为UTC+01:00、UTC+02:00（夏令时）。

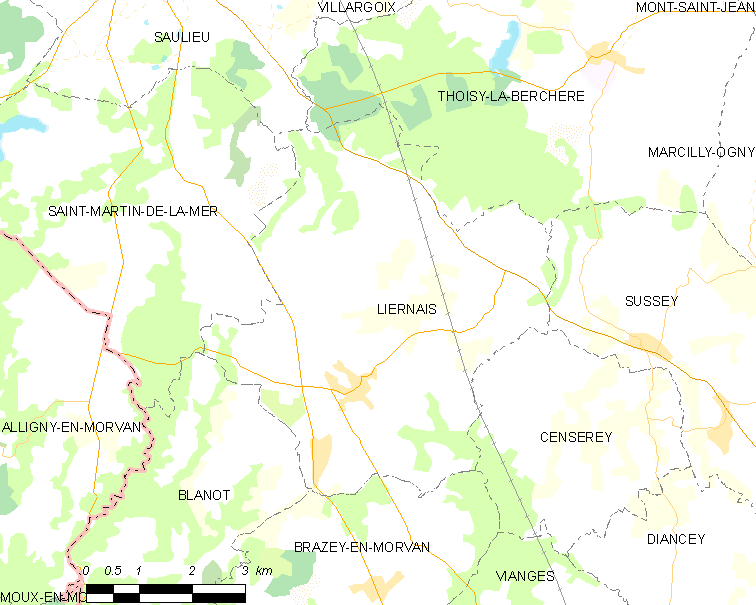
列奈的OSM定位图

## 行政
列奈的邮政编码为21430，INSEE市镇编码为21349。

## 政治
列奈所属的省级选区为阿尔奈勒迪克县。

## 交通
科多尔省省道D15线、D17线、D17B线、D106线、D106B线、D106C线和D106E线在列尔奈交汇。

## 人口

1962-2008年间列奈人口变化图示

列奈于2022年1月1日时的人口数量为485人。